# Compsomelissa minuta
Compsomelissa minuta là một loài Hymenoptera trong họ Apidae. Loài này được Brooks & Pauly mô tả khoa học năm 2001.